# Tsandzile Dlamini
Tsandzile Dlamini ist eine Prinzessin von Eswatini und Minister of Home Affairs.

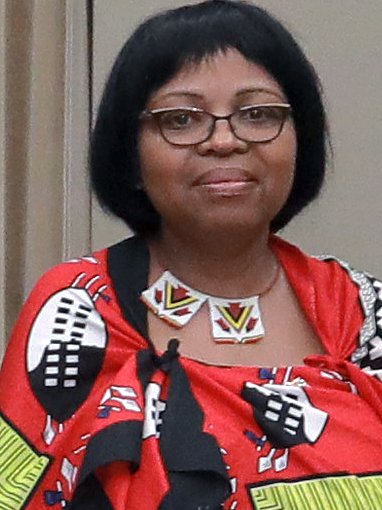
Tsandzile Dlamini, 2017

## Leben
Dlamini ist die Tochter von König Sobhuza II. und Inkhosikati Gogo Mngometulu und die jüngere Schwester von König Mswati III. Sie hat in Boston einen Abschluss in Psychologie erworben und einen Master in Archiv-Administration in Indien.

## Karriere
Dlamini arbeitete zunächst als Archivarin. Sie wurde 2003 vom König in das House of Assembly of Eswatini berufen als eine von den zehn verfassungsrechtlich zulässigen Berufungen, zusammen mit zwei weiteren Brüdern. 2008 wurde sie zur Ministerin für Natürliche Ressourcen und Energie ernannt. 2010 kam sie in die Kritik, weil sie zu den Ministern gehörte, die in einem „fragwürdigen Land-Deal“ („questionable land deal“) Erlaubnis bekamen 'crown land' unter dem Marktwert zu kaufen. Am 4. November 2013 wurde sie zur Innenministerin ernannt.

## Familie
Dlamini ist seit 1989 mit Musa Mdluli verheiratet. Sie hat zwei Kinder. Erst 2016 erhielt der König 140 Rinder als Brautpreis für sie.